# El gran show
El gran show es una serie de telerrealidad peruana de baile que fue estrenada el 15 de mayo de 2010 por la cadena de América Televisión y bajo licencia de GV Producciones. Es la versión peruana de la serie de televisión británica Strictly Come Dancing y una de las varias iteraciones de la franquicia de Dancing with the Stars, siguiendo principalmente el formato mexicano de Bailando por un sueño creado por Televisa.
El programa es presentado y dirigido por Gisela Valcárcel. La transmisión es en vivo y en directo cada sábado. Entre los años 2010 y 2015 se trasmitió desde el estudio «50.ª Aniversario» de América Producciones, el cual se encuentra ubicado en la urbanización Santa Beatriz, y a partir del año 2016, se realiza desde uno de los estudios de América Producciones ubicado en el distrito de Pachacámac. El programa sucedió a Bailando por un sueño (2008) y El show de los sueños (2009), ambos presentados por Valcárcel.
El espectáculo tuvo varias etapas de reestrenos, con la primera siendo finalizada el 17 de diciembre de 2011 para ser reemplazada al año siguiente por el programa de canto Operación Triunfo, el cual tuvo una única temporada. El gran show regresó el 24 de noviembre de 2012 para una segunda etapa, la cual culminó el 21 de diciembre de 2013 y fue sustituida por el programa de entrevistas Gisela, el gran show. En su tercera etapa se retornó el 16 de mayo de 2015 y concluyó el 9 de diciembre de 2017, siendo esta vez reemplazado al año siguiente por El artista del año. En diciembre de 2018, se anunció que se realizaría un episodio especial el 15 de diciembre titulado como «El gran show: América baila». En 2019 y 2021, el programa retornó con temporadas especiales tituladas como Reinas del Show al tener un elenco conformado exclusivamente por celebridades femeninas, y se alternó con temporadas de El artista del año. El 1 de octubre de 2022, el programa regresó nuevamente por una temporada en reemplazo de la única temporada de La gran estrella.

## Formato
El programa presenta a parejas formadas por una celebridad, llamada «héroe», y un bailarín aficionado, llamado «soñador», quienes tienen que demostrar sus habilidades en varios estilos de baile con el fin de concretar un sueño o causa conjunto de índole personal o humanitaria. No obstante, desde la séptima temporada, el espectáculo introdujo a bailarines profesionales en lugar de bailarines aficionados, que junto a sus celebridades respectivas, representaban a una organización benéfica. Solo en la duodécima temporada se volvió a usar a bailarines aficionados. Desde la decimoctava temporada, las parejas participantes dejaron de representar un «sueño» el cual cumplir, dejando la ayuda social únicamente para el segmento de «el desafío».
Durante cada temporada, las parejas bailan un estilo específico de baile por semana en un programa en vivo. Los jueces evalúan y puntúan cada presentación sobre diez, teniendo uno de ellos el «voto secreto», el cual permanecerá oculto hasta el final de cada programa. Algunas temporadas han tenido un máximo de once puntos por juez, un puntaje introducido por primera vez en la quinta temporada. Finalizado el programa, se anuncian los resultados de acuerdo a la suma total de las puntuaciones de los jueces, con la pareja con el mayor puntaje llevándose el título de «los mejores pasos» y las dos parejas que sumen el menor puntaje quedando «sentenciadas». Si en caso tres o más parejas hayan obtenido los puntajes más bajos, el jurado decidirá cuales son las dos parejas que pasan a sentencia, habiendo algunas excepciones en las cuales permanecieron sentenciadas un máximo de tres parejas.
En la semana siguiente, los sentenciados se enfrentarán en un duelo de baile, dándoseles la oportunidad de traer invitados especiales a sus presentaciones. La pareja que obtenga el mayor porcentaje de votos del público permanecerá en competencia, mientras la que obtenga el menor porcentaje quedará eliminada; sin embargo, el jurado tiene la oportunidad de usar un comodín llamado «salvavidas», el cual será usado para salvar a la pareja eliminada si es que los jueces determinan que merece una oportunidad más de seguir en competencia. El número de «salvavidas» varia por temporada, siendo tres la cantidad máxima y resultando imposible salvar a una pareja eliminada después de ser utilizados todos los salvavidas. Se realizaron algunos cambios de este método, como los aplicados desde la octava a la décima temporada, en el que los resultados para las parejas sentenciadas se determinaban por las puntuaciones de los jueces, mientras que en la undécima temporada las parejas sentenciadas se enfrentaban en la misma semana realizando una nueva rutina y con el público dando sus votaciones durante los minutos de realizado el duelo. Además, únicamente en la primera temporada, se usaron las «bolas de fe», las cuales eran una esferas colocadas dentro de un frasco que al abrirse contenían el logo del programa o una «✘»; si la primera «bola de fe» escogida por las parejas sentenciadas contenía el logo, el duelo era cancelado y las parejas permanencia en competencia, caso contrario, se daban los resultados del voto del público y una de las parejas era eliminada.
Este procedimiento continúa hasta llegar a la semana final, en la cual las parejas finalistas realizarán sus últimas presentaciones que serán puntuadas por los jueces sin ningún voto secreto, esto debido a que la pareja ganadora sería determinada únicamente por los votos del público mediante sus mensajes de textos y llamadas telefónicas. A causa de varias controversias, este método fue cambiado para la decimoquinta temporada, eligiéndose a la pareja ganadora mediante los votos de los jueces principales sumados a un panel de jueces invitados conformado por expertos en danza y celebridades del medio. Desde la decimosexta temporada se cambió los votos individuales de los jueces por una calificación numérica, siendo la pareja ganadora la que mayor puntaje obtenga de los jueces, tanto principales como invitados. Solo para la vigesimosegunda temporada se regresó al método original de elección por los votos del público.

## Elenco

### Presentadores
Gisela Valcárcel es la presentadora desde el estreno del programa en 2010, teniendo como copresentador principal a Aldo Díaz durante el mismo periodo. De la primera a la sexta temporada se tuvo como copresentador a Cristian Rivero. Fue reemplazado por Óscar López Arias durante la séptima y octava temporada, que luego fue reemplazado por Paco Bazán desde la novena a la decimotercera temporada, junto a Gachi Rivero como copresentadora encargada tras bambalinas. Bazán se retiró del programa a mitad del transcurso de la decimotercera temporada, siendo reemplazado por Jaime "Choca" Mandros, exconcursante en la novena temporada. Mandros copresentó el programa hasta la decimoquinta temporada para luego ser sustituido por Miguel Arce en la decimosexta. Para la vigesimosegunda temporada se volvió incluir a otros copresentadores, Adolfo Aguilar y Micheille Soifer, pero exclusivamente encargados del tras bambalinas.

### Jueces
Los primeros jueces principales fueron la bailarina profesional y coreógrafa Morella Petrozzi, que ha sido la única juez presente en todas las temporadas del programa; la bailarina profesional y coreógrafa Pachi Valle-Riestra, que permaneció hasta la vigesimoprimera temporada; y el actor y ganador de la primera temporada de Bailando por un sueño, Carlos Alcántara, que mantuvo su puesto hasta la sexta temporada. Durante la segunda y tercera temporada, el bailarín y coreógrafo británico Stuart Bishop se unió al panel de jueces. Para la séptima temporada, Alcántara fue remplazado por el cantante Alexis Grullón de la banda MDO. Grullón fue luego remplazado por el estilista Carlos Cacho de la octava a la vigesimoprimera temporada y retornando para la vigesimotercera. La bailarina y coreógrafa colombiana Rosanna Lignarolo se incorporó al jurado durante la octava temporada. El periodista Phillip Butters se uniría al panel de la novena a la undécima temporada. Sería reemplazado en la duodécima temporada por el coreógrafo y director artístico Max Suffrau. El bailarín y coreógrafo de bailes de salón Alfredo Di Natale sería uno de los jueces solamente por la decimocuarta temporada. La productora de televisión Michelle Alexander sería una juez principal de la decimoquinta a la decimoctava temporada, regresando para la vigesimoquinta. La modelo Tilsa Lozano, que participó en la primera temporada, se unió al panel de jueces de la decimonovena temporada a la vigesimoprimera, regresando para la vigesimocuarta temporada en adelante. En la vigesimosegunda temporada se incorporaron al jurado el director artístico y coreógrafo Franco Benza, el director de teatro Santi Lesmes y la bailarina profesional y coreógrafa Alejandra Sánchez. Lesmes continuaría en el jurado hasta la vigesimocuarta temporada. La exconcursante y bicampeona Belén Estévez se unió al panel en la vigesimotercera temporada.
También se tuvo a un jurado especial llamado «Jurado VIP». Este jurado estuvo conformado por personas del público que calificaban las presentaciones de cada una de las parejas con una puntuación numérica, mostrando el puntaje promedio de la suma total de sus puntajes individuales. Durante las primeras once temporadas este jurado estuvo ubicado en una zona del set del programa, siendo cambiado desde la duodécima temporada por un voto virtual del público. Desde la decimoquinta temporada el «Jurado VIP» solo estuvo conformado por una única persona, siendo esta una celebridad invitada en cada semana. Además, desde esta temporada en cada final, hubo un jurado invitado especial conformado por un máximo de diez jueces para decidir a la pareja ganadora de cada temporada.

### Cronología del elenco
Clave de color:
     Presentadora
     Copresentador(a)
     Juez
     Juez invitado(a)
     Concursante
     Bailarín(a) profesional
| Gisela Valcárcel      | ● | ● | ● | ● | ● | ● | ● | ● | ● | ● | ● | ● | ● | ● | ● | ● | ● | ● | ● | ● | ● | ● | ● | ● | ● |  |  |  |
| Aldo Díaz             | ● | ● | ● | ● | ● | ● | ● | ● | ● | ● | ● | ● | ● | ● | ● | ● | ● | ● | ● | ● | ● | ● | ● | ● | ● |  |  |  |
| Cristian Rivero       | ● | ● | ● | ● | ● | ● |   |   |   |   |   |   |   |   |   |   |   |   |   |   |   |   |   |   |   |  |  |  |
| Óscar López Arias     |   |   |   |   |   |   | ● | ● |   |   |   |   |   |   |   |   |   |   |   |   |   |   |   |   |   |  |  |  |
| Paco Bazán            |   |   |   |   |   |   |   |   | ● | ● | ● | ● | ● |   |   |   |   |   |   |   |   |   |   |   |   |  |  |  |
| Gachi Rivero          |   |   |   |   |   |   |   |   | ● | ● | ● | ● | ● |   |   |   |   |   |   |   |   |   |   |   |   |  |  |  |
| Jaime "Choca" Mandros |   |   |   |   |   |   |   |   | ● |   |   |   | ● | ● | ● |   |   |   |   |   |   |   |   |   |   |  |  |  |
| Miguel Arce           |   |   |   |   |   |   |   |   |   |   |   |   |   |   |   | ● |   |   |   |   |   |   |   |   |   |  |  |  |
| Adolfo Aguilar        |   | ● |   |   |   |   |   |   |   |   |   |   |   |   |   |   |   |   |   |   |   | ● | ● | ● | ● |  |  |  |
| Micheille Soifer      |   |   |   |   |   |   |   | ● |   |   |   |   |   |   |   | ● | ● |   |   |   |   | ● |   |   |   |  |  |  |
| Morella Petrozzi      | ● | ● | ● | ● | ● | ● | ● | ● | ● | ● | ● | ● | ● | ● | ● | ● | ● | ● | ● | ● | ● | ● | ● | ● | ● |  |  |  |
| Pachi Valle-Riestra   | ● | ● | ● | ● | ● | ● | ● | ● | ● | ● | ● | ● | ● | ● | ● | ● | ● | ● | ● | ● | ● |   |   |   |   |  |  |  |
| Carlos Alcántara      | ● | ● | ● | ● | ● | ● |   |   |   |   |   |   |   |   |   |   |   |   |   |   |   |   |   |   |   |  |  |  |
| Stuart Bishop         |   | ● | ● |   |   |   |   |   |   |   |   |   |   |   |   |   |   |   |   |   |   |   |   |   |   |  |  |  |
| Alexis Grullón        |   |   |   |   |   |   | ● | ● |   |   |   |   |   |   |   |   |   |   |   |   |   |   |   |   |   |  |  |  |
| Carlos Cacho          |   |   |   |   |   |   | ● | ● | ● | ● | ● | ● | ● | ● | ● | ● | ● | ● | ● | ● | ● |   | ● |   | ● |  |  |  |
| Rosanna Lignarolo     |   |   |   |   |   |   |   | ● |   |   |   |   |   |   |   |   |   |   |   |   |   |   |   |   |   |  |  |  |
| Phillip Butters       |   |   |   |   |   |   |   |   | ● | ● | ● |   |   |   |   |   |   |   |   |   |   |   |   |   |   |  |  |  |
| Max Suffrau           |   |   |   |   |   |   |   |   |   |   |   | ● |   |   |   |   |   |   |   |   |   |   |   |   |   |  |  |  |
| Alfredo Di Natale     |   |   |   |   |   |   |   |   |   |   |   |   |   | ● | ● | ● |   | ● |   |   |   |   | ● |   |   |  |  |  |
| Michelle Alexander    |   |   |   |   |   |   |   |   |   |   |   |   |   |   | ● | ● | ● | ● | ● | ● |   |   |   |   | ● |  |  |  |
| Tilsa Lozano          | ● |   |   |   |   |   |   |   |   |   |   |   |   |   | ● | ● |   |   | ● | ● | ● | ● |   | ● | ● |  |  |  |
| Franco Benza          |   |   |   |   |   |   |   |   |   |   |   |   |   |   | ● |   |   |   |   | ● |   | ● |   | ● | ● |  |  |  |
| Alejandra Sánchez     |   |   |   |   |   |   | ● |   |   |   |   |   |   |   |   |   |   |   |   |   |   | ● |   |   |   |  |  |  |
| Santi Lesmes          |   |   |   |   |   |   |   |   |   |   |   |   |   |   | ● |   |   |   | ● |   |   | ● | ● | ● |   |  |  |  |
| Belén Estévez         |   | ● | ● |   | ● | ● |   |   |   |   |   |   |   |   |   |   | ● |   |   | ● | ● |   | ● | ● |   |  |  |  |

## Temporadas
| Temporada | Temporada | Parejas | Episodios | Episodios | Emisión original        | Emisión original        | Primer puesto                         | Segundo puesto                        | Tercer puesto                         |
| Temporada | Temporada | Parejas | Episodios | Episodios | Primera emisión         | Última emisión          | Primer puesto                         | Segundo puesto                        | Tercer puesto                         |
| --------- | --------- | ------- | --------- | --------- | ----------------------- | ----------------------- | ------------------------------------- | ------------------------------------- | ------------------------------------- |
|           | 1         | 11      | 13        | 13        | 15 de mayo de 2010      | 7 de agosto de 2010     | Gisela Ponce de León & Rayder Vásquez | Jesús Neyra & Cindy Tello             | Maricarmen Marín & Diego Alza         |
|           | 2         | 12      | 12        | 12        | 14 de agosto de 2010    | 30 de octubre de 2010   | Belén Estévez & Gian Frank Navarro    | Karen Dejo & Edward Mávila            | Miguel Rebosio & Fabianne Hayashida   |
|           | 3         | 8       | 7         | 7         | 6 de noviembre de 2010  | 18 de diciembre de 2010 | Miguel Rebosio & Fabianne Hayashida   | Belén Estévez & Gian Frank Navarro    | Gisela Ponce de León & Rayder Vásquez |
|           | 4         | 8       | 11        | 11        | 14 de mayo de 2011      | 23 de julio de 2011     | Raúl Zuazo & Dayana Calla             | Leslie Shaw & Kevin Ubillus           | Vanessa Terkes & Andy Sandoval        |
|           | 5         | 12      | 14        | 14        | 30 de julio de 2011     | 29 de octubre de 2011   | Jesús Neyra & Lucero Clavijo          | Belén Estévez & Waldir Felipa         | Maricielo Effio & Elí Vela            |
|           | 6         | 7       | 7         | 7         | 5 de noviembre de 2011  | 17 de diciembre de 2011 | Belén Estévez & Waldir Felipa         | Maricielo Effio & Elí Vela            | Jesús Neyra & Lucero Clavijo          |
|           | 7         | 13      | 13        | 13        | 25 de agosto de 2012    | 17 de noviembre de 2012 | Jhoany Vegas & Pedro Ibáñez           | Denisse Dibós & Eduardo Pastrana      | Macs Cayo & Diana Follegati           |
|           | 8         | 8       | 6         | 6         | 24 de noviembre de 2012 | 29 de diciembre de 2012 | Karen Dejo & Oreykel Hidalgo          | Micheille Soifer & Christian Navarro  | Alexis Grullón & Stephanie Palacios   |
|           | 9         | 12      | 13        | 13        | 18 de mayo de 2013      | 10 de agosto de 2013    | Emilia Drago & Sergio Lois            | Víctor Hugo Dávila & Lindathay Valero | Claudia Portocarrero & Joel Velázquez |
|           | 10        | 12      | 12        | 12        | 17 de agosto de 2013    | 2 de noviembre de 2013  | Gino Pesaressi & Jacqueline Alfaro    | Sheyla Rojas & Emanuel Colombo        | Carolina Cano & Eduardo Pastrana      |
|           | 11        | 6       | 7         | 7         | 9 de noviembre de 2013  | 21 de diciembre de 2013 | Carolina Cano & Eduardo Pastrana      | Gino Pesaressi & Jacqueline Alfaro    | Emilia Drago & Sergio Lois            |
|           | 12        | 12      | 12        | 12        | 16 de mayo de 2015      | 1 de agosto de 2015     | Melissa Loza & Sergio Álvarez         | Franco Cabrera & Pierina Neira        | Brenda Carvalho & Irving Figueroa     |
|           | 13        | 12      | 13        | 13        | 8 de agosto de 2015     | 31 de octubre de 2015   | Ismael La Rosa & Michelle Vallejos    | Erick Elera & Andrea Huapaya          | Milena Zárate & Anselmo Pedraza       |
|           | 14        | 8       | 7         | 7         | 7 de noviembre de 2015  | 19 de diciembre de 2015 | Yahaira Plasencia & George Neyra      | Brenda Carvalho & Pedro Ibáñez        | María Grazia Gamarra & Sergio Álvarez |
|           | 15        | 12      | 12        | 12        | 30 de abril de 2016     | 23 de julio de 2016     | Milett Figueroa & Patricio Quiñones   | Fiorella Cayo & Jimy García           | Christian Domínguez & Isabel Acevedo  |
|           | 16        | 10      | 13        | 13        | 30 de julio de 2016     | 22 de octubre de 2016   | Rosángela Espinoza & Lucas Piro       | Leslie Shaw & Oreykel Hidalgo         | Melissa Paredes & Sergio Álvarez      |
|           | 17        | 8       | 8         | 8         | 29 de octubre de 2016   | 17 de diciembre de 2016 | Rosángela Espinoza & Lucas Piro       | Thiago Cunha & Thati Lira             | Fiorella Cayo & Jimy García           |
|           | 18        | 10      | 10        | 10        | 1 de abril de 2017      | 3 de junio de 2017      | Diana Sánchez & Maylor Pérez          | Christian Domínguez & Isabel Acevedo  | Andrea Luna & Marlon Pérez            |
|           | 19        | 10      | 12        | 12        | 10 de junio de 2017     | 26 de agosto de 2017    | Brenda Carvalho & Kevin Ubillus       | Lucas Piro & Maru Piro                | Belén Estévez & Waldir Felipa         |
|           | 20        | 9       | 7         | 7         | 2 de septiembre de 2017 | 14 de octubre de 2017   | Anahí de Cárdenas & George Neyra      | Vania Bludau & Oreykel Hidalgo        | César Távara & Alexa Montoya          |
|           | 21        | 8       | 8         | 8         | 21 de octubre de 2017   | 9 de diciembre de 2017  | Brenda Carvalho & Pedro Ibáñez        | Diana Sánchez & Sergio Álvarez        | Karen Dejo & Oreykel Hidalgo          |
|           | 22        | 7       | 6         | 6         | 6 de julio de 2019      | 10 de agosto de 2019    | Vania Bludau & Diego Cornejo          | Korina Rivadeneira & Sergio Álvarez   | Natalie Vértiz & André Lecca          |
|           | 23        | 10      | 10        | 10        | 26 de junio de 2021     | 28 de agosto de 2021    | Korina Rivadeneira & Sergio Álvarez   | Milena Zárate & Oreykel Hidalgo       | Leslie Moscoso & Anthony Aranda       |
|           | 24        | 10      | 10        | 10        | 4 de septiembre de 2021 | 6 de noviembre de 2021  | Isabel Acevedo & Jimy García          | Gabriela Herrera & Jorge Valcárcel    | Brenda Carvalho & Sergio Álvarez      |
|           | 25        | 12      | 11        | 11        | 1 de octubre de 2022    | 10 de diciembre de 2022 | Gino Pesaressi & Alexandra Clavijo    | Santiago Suárez & Marinés Acosta      | Milena Zárate & Jorge Valcárcel       |

## Información general

### El desafío
Segmento que presenta un caso social de urgente atención y se invita a una celebridad para que realice un desafío, que consiste en la presentación de un número de baile, canto y/o actuación. Por lo general esta participación solo contará con pocos días de preparación y casi siempre, los géneros musicales escogidos son aquellos que el famoso desconoce. Lo que se busca es sensibilizar al público para que se haga donaciones de dinero o servicios para ayudar a personas a quienes va la ayuda. Una parte de los resultados de las donaciones se conocerá al terminar la secuencia y el resto, al abrir el segmento de la gala siguiente.

### Modalidades de competencia
- El bailetón: Una maratón de baile en la cual las parejas en competencia bailan juntas realizado con un tema musical interpretado por un artista o grupo invitado.
- El versus: Modalidad en la que solo se enfrentan dos o tres parejas, las cuales bailan un mismo estilo de baile. En algunas ocasiones cada pareja realiza un estilo de baile distinto.
- El trencito: En esta modalidad se realizan baile individuales, dividiéndose entre hombres y mujeres. Los ganadores obtienen puntos extras que son sumados a sus puntajes de pareja.
- Bailes grupales: La producción forma dos equipos con las parejas, estas se enfrentan en un mismo estilo de baile. El grupo ganador obtiene puntos extra que son sumados a sus puntajes de pareja.

## El gran show: América baila
Fue un episodio especial emitido el 15 de diciembre de 2018, con motivo por el 60.º aniversario de América Televisión, en el cual participaron distintas celebridades del canal, algunos de ellos exconcursantes del programa.

## Controversias

### Triunfo de Yahaira Plasencia
El triunfo de la cantante de salsa Yahaira Plasencia en Reyes del show de 2015 generó polémica, ya que la celebridad estaba en el apogeo gracias a la relación que tuvo con el futbolista Jefferson Farfán, el público crítico al programa por la supuesta influencia del futbolista con el programa, detectando problemas del voto vía SMS para definir a la pareja ganadora de la temporada. Es desde ese entonces que se decidió que los ganadores del programa ya no se den por vía telefónica, sino por un jurado especial invitado que define a la pareja ganadora.

### Triunfo de Milett Figueroa
En la primera temporada de 2016, el triunfo de la modelo y actriz Milett Figueroa también generó rechazo por parte del público, ya que la producción del programa tampoco especificó bien la manera en la que el jurado invitado iba a votar para definir, aparte de no informar a los televidentes de que el jurado principal también iba a dar su veredicto. Los jueces votaron a través de mención de nombres, y si bien el voto del jurado vip obtuvo cuatro puntos para la pareja de Milett y Patricio Quiñones y seis para su contrincante Fiorella Cayo y Jimy García, dando como primer lugar a la última, el jurado principal de cuatro integrantes dieron los cuatro votos a Figueroa, aumentando a ocho contra seis de Cayo. Desde ese momento se modifico el mecanismo de voto para definir a la pareja ganadora, pasó a ser mediante voto con número.

### Participantes de la temporada 2022
Debido a la baja audiencia de La gran estrella, Gisela decidió retornar con el reality del baile, pero para aumentar el índice de audiencia, decidió invitar a personajes cuestionados por el público para participar, la mayoría paradójicamente criticados por la rival de Gisela Valcárcel, Magaly Medina, entre ellos Melissa Paredes, que se vio envuelta en un escándalo en el año 2021 al ser "ampayada" con el bailarín Anthony Aranda dentro de un vehículo, mientras aún estaba casada con el futbolista Rodrigo Cuba. Durante la presentación, la presentadora Valcárcel, aseveró que todos merecen una segunda oportunidad y que las críticas propiciadas por Medina le hicieron mucho daño a ella y a Paredes.

## Premios y nominaciones
| Año  | Premio                      | Categoría                   | Nominación       | Resultado | Ref.          |
| ---- | --------------------------- | --------------------------- | ---------------- | --------- | ------------- |
| 2010 | Premios Luces (El Comercio) | Rostro del año              | Gisela Valcárcel | Ganadora  | [ 50 ]        |
| 2010 | Premios Luces (El Comercio) | Mejor programa de concursos | El gran show     | Ganador   | [ 50 ]        |
| 2011 | Premios Luces (El Comercio) | Rostro del año              | Gisela Valcárcel | Ganadora  | [ 51 ]        |
| 2011 | Premios Luces (El Comercio) | Mejor programa de concursos | El gran show     | Nominado  | [ 51 ]        |
| 2012 | Premios Luces (El Comercio) | Figura del año              | Gisela Valcárcel | Nominada  | [ 52 ] [ 53 ] |
| 2012 | Premios Luces (El Comercio) | Mejor programa de concursos | El gran show     | Nominado  | [ 52 ] [ 53 ] |
| 2013 | Premios Luces (El Comercio) | Figura del año              | Gisela Valcárcel | Nominada  | [ 54 ] [ 55 ] |
| 2013 | Premios Luces (El Comercio) | Mejor conducción            | Gisela Valcárcel | Ganadora  | [ 54 ] [ 55 ] |
| 2013 | Premios Luces (El Comercio) | Mejor programa de talentos  | El gran show     | Nominado  | [ 54 ] [ 55 ] |
| 2015 | Premios Luces (El Comercio) | Mejor conducción            | Gisela Valcárcel | Nominada  | [ 56 ] [ 57 ] |
| 2016 | Premios Luces (El Comercio) | Mejor conducción            | Gisela Valcárcel | Nominada  | [ 58 ] [ 59 ] |
| 2017 | Premios Luces (El Comercio) | Mejor producción local      | El gran show     | Nominado  | [ 60 ] [ 61 ] |
| 2017 | Premios Luces (El Comercio) | Mejor conducción            | Gisela Valcárcel | Nominada  | [ 60 ] [ 61 ] |
| 2022 | Premios Luces (El Comercio) | Mejor programa concurso     | El gran show     | Nominado  | [ 62 ] [ 63 ] |
| 2022 | Premios Luces (El Comercio) | Mejor conducción            | Gisela Valcárcel | Nominada  | [ 62 ] [ 63 ] |